# Placosaris swanni
Placosaris swanni là một loài bướm đêm trong họ Crambidae.